# Prima persona singolare
Prima persona singolare (一人称単数?, Ichininshō Tansū) è una raccolta di 8 racconti di Haruki Murakami pubblicata nel 2020.

## Pubblicazione
Sette degli otto racconti della raccolta sono stati pubblicati tutti sulla rivista Bungakukai tra il luglio 2018 e il febbraio 2020. L'ultimo è quello che dà il titolo alla raccolta ed è inedito. La pubblicazione del volume è avvenuta il 18 luglio 2020 in Giappone a cura dell'editore Bungeishunjū, in Italia è avvenuta l'anno seguente in Italia ad opera di Einaudi.

## Contenuto
Tutti i racconti sono scritti in prima persona e hanno come protagonista l'autore stesso.
| Titolo | Pubblicazione giapponese   |
| --- | -------------------------- |
| "Su un cuscino di pietra" (石のまくらに?, Ishi no Makura ni)                                                 | Bungakukai. Luglio 2018.   |
| "La crema della vita" (クリーム?, Kurīmu)                                                                    | Bungakukai. Luglio 2018.   |
| "Charlie Parker Plays Bossa Nova" (チャーリー・パーカー・プレイズ・ボサノヴァ?, Chārī Pākā Pureizu Bosanova) | Bungakukai. Luglio 2018.   |
| "With the Beatles" (ウィズ・ザ・ビートルズ?, Wizu za Bītoruzu)                                               | Bungakukai. Agosto 2019.   |
| Antologia poetica per gli Yakult Swallows (ヤクルト・スワローズ詩集?, Yakuruto Suwarōzu Shishū)              | Bungakukai. Agosto 2019.   |
| "Carnaval" (謝肉祭?, Shanikusai)                                                                             | Bungakukai. Dicembre 2019. |
| "Confessione di una scimmia di Shinagawa" (品川猿の告白?, Shinagawa Saru no Kokuhaku)                        | Bungakukai. Febbraio 2020. |
| "Prima persona singolare" (一人称単数?, Ichininshō Tansū)                                                    | Inedito                    |

## Edizioni
- Haruki Murakami, Prima persona singolare, traduzione di Antonietta Pastore, Supercoralli, Einaudi, 2021,  p. 152, ISBN 9788806248284.